# Front patriotique (Autriche)
Pour les articles homonymes, voir Front patriotique.

Drapeau du Front patriotique.

Le Front patriotique (en allemand : Vaterländische Front, abrégé en VF) était un parti politique autrichien d'extrême droite, d'inspiration fasciste. Fondé par le chancelier Engelbert Dollfuss durant la période de la Première République en 1933, il prônait le nationalisme autrichien (« austrofascisme ») et l'indépendance vis-à-vis de l'Allemagne nazie sur la base de la protection de l'identité religieuse catholique de l'Autriche.

## Histoire
À la fin de la Première Guerre mondiale, en 1918, l'empire multi-ethnique d'Autriche-Hongrie sous le règne des Habsbourg s'est dissous. Lors de la phase de la Première République, trois camps politiques se sont formés : les  sociaux-démocrates (SDAP), les sociaux-chrétiens (CS), et les nationalistes allemands (GDVP). Le social-démocrate Karl Renner fut premier chancelier fédéral ; dès 1920, une coalition des sociaux-chrétiens et des nationalistes gouverna.

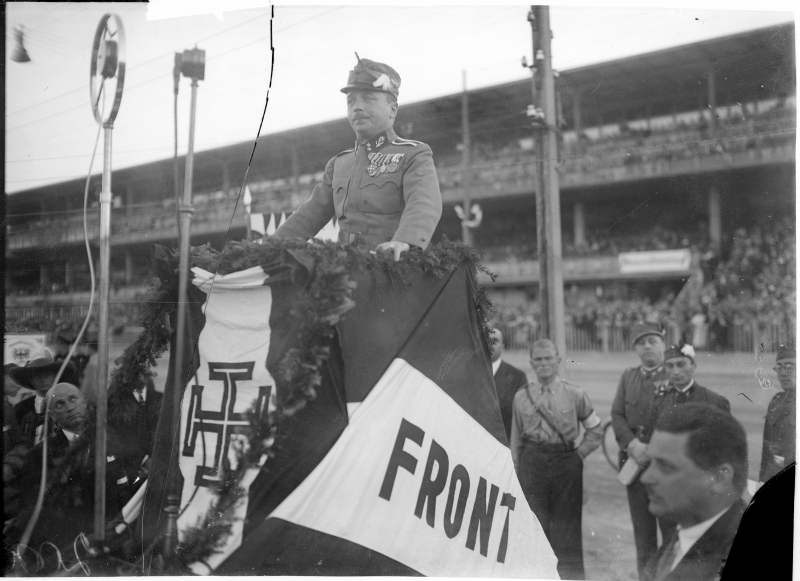
Dollfuss prononçant un discours lors d'un rassemblement du Front patriotique à Vienne, 11 septembre 1933.

Engelbert Dollfuss (CS), désigné chancelier le 10 mai 1932, a formé un nouveau gouvernement avec le parti des paysans (Landbund) et le Heimatblock, le bras politique du groupuscule paramilitaire nationaliste Heimwehren. Sa coalition dispose au Conseil national d'une majorité d'une seule voix. En même temps, l'Autriche a été frappée par la Grande Dépression et la principale banque Creditanstalt a dû être sauvée de la faillite par un grand emprunt d'État. De nombreuses protestations émanent, également avancées par certains membres de la coalition. Le 4 mars 1933, Dollfuss a profité d'une crise réglementaire au parlement pour faire un coup d'État juridique : une interdiction de rassemblement du 15 mars empêche le Conseil national de se réunir ; ci-après, le gouvernement a continué à recourir aux ordonnances d'urgence.
Le 30 janvier 1933, Adolf Hitler et le parti nazi avaient pris le pouvoir en Allemagne. Devant les tentatives d'une annexion (Anschluss) de l'Autriche, Dollfuss opère un rapprochement avec l'Italie fasciste et la dictature de Benito Mussolini. Le journal Wiener Zeitung a publié dans son numéro du 21 mai 1933 l'appel de Dollfuss pour la fondation du Front patriotique par une fusion du Parti social-chrétien, de la Heimwehr ainsi que d'autres groupes conservateurs. Le nouveau rassemblement était destiné à réunir tous les « Autrichiens fidèles » sous la même bannière. Après l'interdiction de tous les autres partis politiques lors de la guerre civile autrichienne en 1934, le Front patriotique a tenu une position de monopole sur l'échiquier politique autrichien avec des sympathisants à la fois civils et militaires.
À la fin de l'année 1937, il comptait trois millions de membres (sur une population totale de 6,5 millions d'habitants), mais il ne put pourtant pas gagner l'appui de ses adversaires politiques (les cercles du Parti social-démocrate d'Autriche et du Parti nazi).
Le parti a été interdit par les nazis après l'Anschluss (annexion de l'Autriche par l'Allemagne) en mars 1938.
Le rôle du Front patriotique a été un point litigieux dans l'historiographie autrichienne d'après-guerre. Alors que les historiens de gauche le considèrent comme une variante autrichienne et catholique du fascisme, principal responsable de l'échec de la démocratie en Autriche, les auteurs conservateurs soulignent ses efforts dans la défense de l'indépendance du pays et de l'opposition au nazisme. La Ligue des soldats Juifs du front (Bund Juedischer Frontsoldaten), principale organisation paramilitaire de défense des Juifs active en Autriche à l'époque, fut incorporée au Front patriotique.

## Symboles
Le symbole du Front patriotique était la croix potencée (Kruckenkreuz), et son salut était le Front heil!. Il y avait aussi un culte de la personnalité, reconnaissable par la dénomination des rues et des places aux noms des leaders.